# Årstavikens segelsällskap
Årstavikens Segelsällskap (ÅSS) är en båtklubb som sedan starten 1898 har huserat vid norra stranden av Årstaviken i Eriksdalslunden, inte långt från Hammarbyslussen.
Sällskapet har 2022 omkring 800 medlemmar och ungefär 350 båtplatser, samt två klubbholmar, Verkarna (i Stockholms mellanskärgård söder om Gällnö) och Vällinge (i Mälaren).